# Větrná
Větrná (německy Nesselbach) je částečně zaniklá vesnice v okrese Český Krumlov v Jihočeském kraji. Nachází se v Šumavském podhůří asi 1,5 kilometru východně od Ostrova ve správním území obce Malšín.

## Název
Německý název Nesselbach znamená Kopřivný potok. V okolí vsi žádný potok neteče, takže místní jméno bylo pravděpodobně přeneseno z Horních Rakous. V historických pramenech se název vsi objevuje ve tvarech: Nesselbach (1347), Nesselpach (1373), Neslboch (1380 a 1530), z Nestlpochu (1574), Nestlbach (1654 a 1720), Nestelbach a Nöszelbach (1789) a Nesselbach (1841).

## Historie
První písemná zmínka o vesnici pochází z roku 1347.

## Obyvatelstvo
|           | 1869 | 1880 | 1890 | 1900 | 1910 | 1921 | 1930 | 1950 |
| --------- | ---- | ---- | ---- | ---- | ---- | ---- | ---- | ---- |
| Obyvatelé | 103  | 105  | 93   | 95   | 104  | 99   | 113  | 58   |
| Domy      | 14   | 14   | 14   | 16   | 16   | 16   | 16   | 13   |

## Obecní správa
Větrná stojí v katastrálním území Ostrov na Šumavě. Při sčítání lidu v letech 1869–1950 byla osadou obce Ostrov v okrese Kaplice. V dalších letech jako místní část zanikla a stala se součástí obce Malšín.